# Jonathan Kerrigan
Pour les articles homonymes, voir Kerrigan.
Jonathan Kerrigan est un acteur britannique né le 14 octobre 1972 dans le Lincolnshire (Royaume-Uni).

## Filmographie
- 2000 : Talk : Robert
- 2000 : Reach for the Moon (feuilleton TV) : Paul Martin
- 2000 : A Dinner of Herbs (feuilleton TV) : Roddy Greenbank
- 1994 : Brigade volante (série télévisée) : Rob Maguire (2000)
- 2001 : Mersey Beat (série télévisée) : PC Steve Traynor (2001-2003)
- 2002 : Having It Off (série télévisée) : Nicky
- 2010 : Sauvez le Père Noël ! (The Santa Incident) (TV) : Hank
- 2015 :  The Five (série télévisée) : Stuart Carew
- 2017 : Lucky Man (Stan Lee's Lucky Man) (série TV) - 7 épisodes
- 2017 : 55 Steps de Bille August : juge Bardy